# تبعات الهجوم على بيرل هاربر

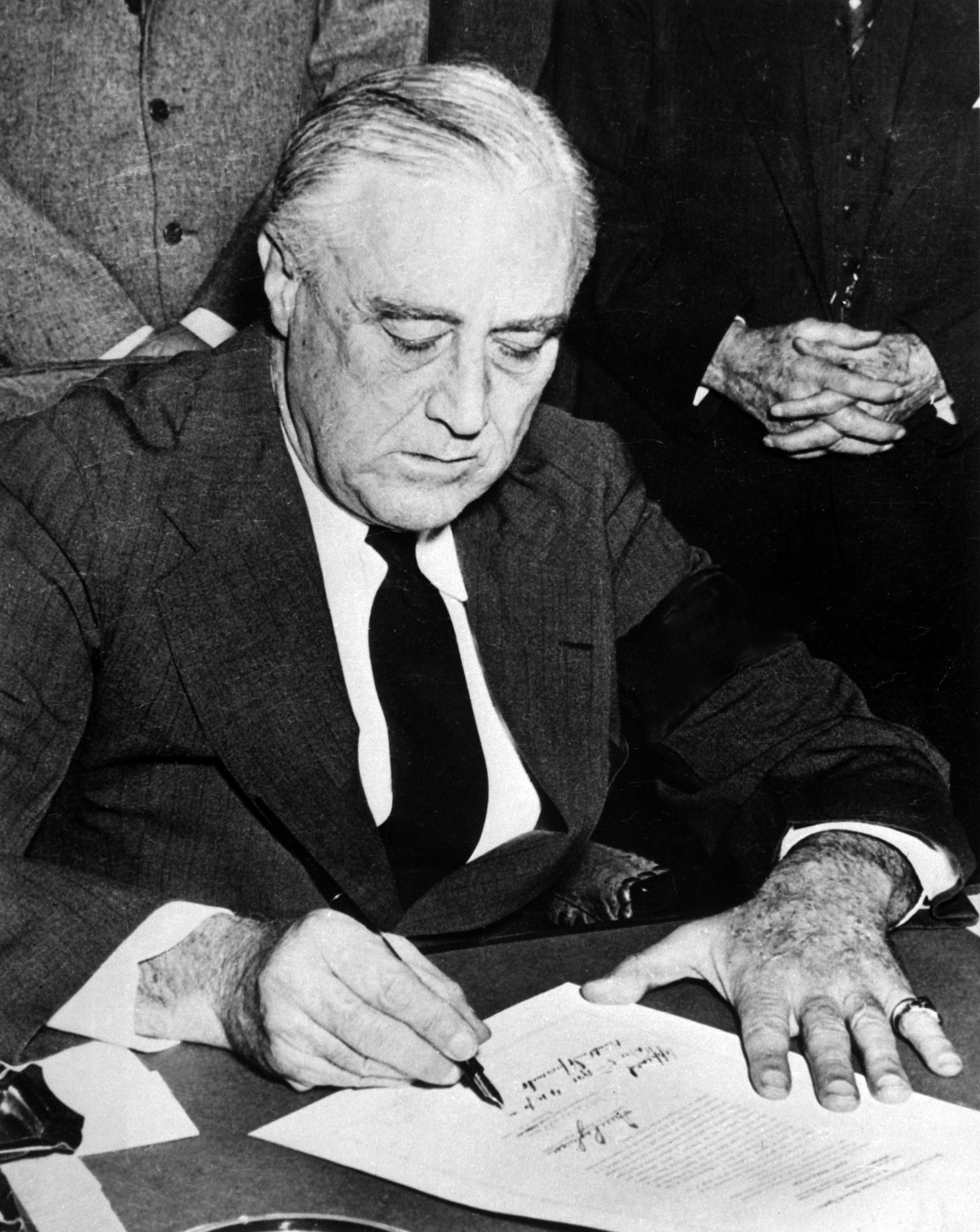

نُفذ الهجوم الياباني على بيرل هاربر في 7 ديسمبر 1941. تكبد الجيش الأمريكي خسارة 18 سفينة ما بين تحطم وغرق، وقُتل 2,400 شخص. كان من بين نتائجها الهامة، دخول الولايات المتحدة في الحرب العالمية الثانية. كانت الولايات المتحدة حيادية في السابق لكنها دخلت لاحقًا حرب المحيط الهادئ ومعركة الأطلسي ومسرح الحرب الأوروبي. عقب الهجوم، احتجزت الولايات المتحدة 120,000 ياباني أمريكي و11,000 ألماني أمريكي و3000 إيطالي أمريكي.

## الرأي العام الأمريكي قبيل الهجوم
منذ اندلاع الحرب العالمية الثانية في 1 سبتمبر 1939 إلى 8 ديسمبر 1941، كانت الولايات المتحدة محايدة رسميًا، إذ أنها التزمت بقوانين الحياد المتمثلة بعدم الانخراط في النزاعات المشتعلة في أوروبا وآسيا. لم يكن هناك إجماع في الرأي العام الأمريكي قبيل الهجوم على بيرل هاربر. حين جرى استطلاع للرأي في يناير 1940، أيد 60% من الأمريكيين مساعدة المملكة المتحدة في الحرب. اعتقدت غالبية من الأمريكيين أن سلامة الولايات المتحدة مرهونة بانتصار المملكة المتحدة في الحرب، واعتقدت غالبية أكبر بأن المملكة المتحدة ستخسر الحرب إذا توقفت الولايات المتحدة عن إمدادها بالعتاد. رغم ذلك، أفاد الاستطلاع ذاته بأن 88% من الأمريكيين لن يؤيدوا دخول الحرب ضد ألمانيا وإيطاليا. ارتفع التأييد العام لمساعدة المملكة المتحدة خلال عام 1940، ووصل إلى نحو 65% بحلول مايو 1941. على أي حال، عارض 80% الحرب على ألمانيا وإيطاليا.
لم يكن الأمريكيون واثقين كثيرًا من إمكانية نشوب نزاع مع إمبراطورية اليابان في تلك الفترة تقريبًا. في استطلاع أجرته مؤسسة غالوب في شهر فبراير، اعتقدت أكثرية أن الولايات المتحدة يجب أن تتدخل لمنع اليابان من احتلال الهند الشرقية الهولندية وسنغافورة. على أي حال، في الاستطلاع ذاته، لم يؤيد سوى 39% الدخول في حرب مع اليابان، في حين عارض 46% هذه الإمكانية.

## الرد الأمريكي
في 7 ديسمبر 1941، أطلق اليابانيون هجومًا مباغتًا على القاعدة البحرية الأمريكية في بيرل هاربر. بعد ساعتين من القصف، فُقدت 21 سفينة أمريكية ما بين تحطم وغرق، ودُمرت 188 طائرة أمريكية، وقُتل 2,403 أشخاص. حدث كل هذا حين كانت الولايات المتحدة واليابان منخرطتان رسميًا في مفاوضات دبلوماسية للتوصل إلى سلام محتمل في آسيا.
في اليوم التالي للهجوم، خطبَ الرئيس فرانكلين دي. روزفلت في جلسة مشتركة للكونغرس الأمريكي السابع والسبعين، وصف فيها يوم 7 ديسمبر «تاريخًا سيُذكر بالخزي». بعد ساعة من خطاب روزفلت، أعلن الكونغرس الحرب على إمبراطورية اليابان وسط غضبِ واستنكارٍ حيال الهجوم، وموت آلاف الأمريكيين، وخداع اليابان للولايات المتحدة من خلال الدخول في محادثات دبلوماسية مع البلاد أثناء تخطيط وتنفيذ الحدث. أدلت النائبة السلمية جانيت رانكن، جمهورية من ولاية مونتانا، بالصوت المعارض الوحيد. وقّع روزفلت إعلان الحرب في وقت لاحق من اليوم نفسه. مع استمرارها في تعزيز تعبئتها العسكرية، انتهت الحكومة الأمريكية من التحويل إلى اقتصاد الحرب، وهو إجراء بدأ من خلال إمداد الاتحاد السوفييتي والإمبراطورية البريطانية بالأسلحة والمؤون. أُرسل اليابانيون الأمريكيون في الساحل الغربي إلى معسكرات الاعتقال طيلة مدة الحرب.
وحّد الهجوم على بيرل هاربر، في الحال، أمة مقسمة. كان الرأي العام يتجه نحو تأييد دخول الحرب خلال عام 1941، لكن ظلت المعارضة كبيرة لغاية يوم الهجوم. خلال ليلة، اتحد الأمريكيون ضد إمبراطورية اليابان ردًا على نداءات «تذكروا بيرل هاربر!». أظهر استطلاع للرأي أُجري في 12 – 17 ديسمبر 1941، أن 97% من المشاركين أيدوا إعلان الحرب على اليابان. أظهرت استطلاعات أخرى تزايدًا كبيرًا في نسبة تأييد خدمة كل رجل قادر بدنيًا في الجيش، ووصلت النسبة إلى 70% في ديسمبر 1941. لربما حقق التضامن الأمريكي حالة الاستسلام غير المشروط التي اتخذتها قوى المحور في وقت لاحق. يعتقد بعض المؤرخين، من بينهم سامويل إليوت موريسون، أن الهجوم حكمَ على إمبراطورية اليابان بالهزيمة لمجرد أنه أيقظ «العملاق النائم»، وبغض النظر عن دمار مستودعات الوقود أو الورش الميكانيكية أو حصار الحاملات في المرفأ وغرقها. كانت طاقة أميركا الصناعية والعسكرية، حالما احتشدت، قادرة على دفق موارد هائلة في حرب المحيط الهادئ ومسرح الحرب الأوروبي. يعتقد آخرون، مثل كلاي بلير جونيور ومارك باريلو أن قوافل الحماية التجارية اليابانية غير مؤهلة، لدرجة أن الغواصات الأمريكية لوحدها قد تهزم اليابان.
قال أقرب صديق لروزفلت في ائتلاف الحلفاء النامي، السير ونستون تشرشل، أن أول ما خطر بباله بشأن مساعدة أميركا للمملكة المتحدة هو أننا «انتصرنا في الحرب»، بعد فترة وجيزة جدًا من هجوم بيرل هاربر.
أثارت التصورات حول وجود خيانة في الهجوم قبل إعلانٍ للحرب، مخاوفًا بوجود أعمال تخريبية أو عمليات تجسس من قِبل أنصار اليابان المقيمين في الولايات المتحدة، من بينهم مواطنين من أصل ياباني، وكانت هذه المخاوف عاملًا مساهمًا في الاعتقال اللاحق لليابانيين في غرب الولايات المتحدة. كان هناك عوامل أخرى من بينها ادعاءات كاذبة حول معلومات استخباراتية أوحت بوجود أعمال تخريبية، كان أبرز هذه الادعاءات من قِبل جون إل. ديويت، القائد العام في قيادة الدفاع الغربي على ساحل المحيط الهادئ، الذي بيّت مشاعر شخصية ضد اليابانيين الأمريكيين. في فبراير 1942، وقع روزفلت على قرار الولايات المتحدة التنفيذي 9066، الذي يُلزم جميع اليابانيين الأمريكيين بإخضاع أنفسهم للاحتجاز.
استخدمت البروباغندا الهجوم مرارًا، نظرًا لتأثيره الهائل الذي لا يمكن مجابهته. أصبحت جملة «تذكروا بيرل هاربر!» شعارًا للحرب.
هونت الحكومة الأمريكية الضرر الناجم على أمل منع اليابانيين من معرفته، لكن اليابانيين امتلكوا، من خلال المراقبة والاستطلاع، تقديرًا جيدًا.

## الآراء اليابانية
في 8 ديسمبر 1941، أعلنت اليابان الحرب على الولايات المتحدة والإمبراطورية البريطانية. تناولت وثيقة إعلان الحرب اليابانية موضوع السلام العالمي والأفعال المدمرة للولايات المتحدة والمملكة المتحدة. بينت الوثيقة أن الحكومة اليابانية قد استنفدت جميع السبل لدرء الحرب.
رغم الجهود التي بذلتها حكومة الإمبراطورية اليابانية لتحضير الشعب للحرب من خلال بروباغندا معادية للأمريكيين، فقد اتضح استغراب معظم اليابانيين، وبدوا قلقين ومستائين من خبر دخولهم الحرب مع الولايات المتحدة، وهو بلدٌ أُعجب به العديد منهم. على أي حال، تقبل الشعب في الوطن والمهجر فيما بعد رواية حكومته عن الهجوم ودعمَ المجهود الحربي حتى استسلام بلاده عام 1945.
يبدو أن قيادة اليابان الوطنية في ذلك الوقت قد اعتقدت أن الحرب بين الولايات المتحدة واليابان محتمة منذ فترة طويلة. في كل الأحوال، كانت العلاقات متدهورة أساسًا في أوائل ثلاثينيات القرن العشرين منذ غزو اليابان للصين، إذ رفضت الولايات المتحدة هذا الغزو بشدة. في عام 1942، ألقى سابورو كوروسو، سفير ياباني سابق إلى الولايات المتحدة، كلمة تحدث فيها عن «الحتمية التاريخية لحرب منطقة شرق آسيا الكبرى». قال أن الحرب جاءت ردًا على عداء واشنطن الطويل لليابان. ذكر من بين الأعمال الاستفزازية لليابان: حادثة مدرسة سان فرانسيسكو، ومعاهدة الحد من التسلح البحري، ومعاهدات غير متكافئة أخرى، واتفاقية القوى التسعة، وضغط اقتصادي مستمر، بلغ ذروته في الحظر «الشرس» على استيراد الخردة المعدنية والنفط في 1941 من قِبل الولايات المتحدة ودول الحلفاء في محاولة لاحتواء أفعال اليابان أو عكسها عليها، خصوصًا في الهند الصينية، أثناء توسيع نطاق نفوذها ومصالحها عبر آسيا.
جعل اعتماد اليابان على النفط المستورد من الحصارات التجارية أمرًا ذا أهمية خاصة. أثرت هذه الضغوطات مباشرة على اليابان ووجهتها للتحالف مع ألمانيا وإيطاليا من خلال الاتفاق الثلاثي. وفقًا لكوروسو أظهرت الإجراءات أن الحلفاء قد أثاروا الحرب مع اليابان قبل وقت طويل من الهجوم على بيرل هاربر وأن الولايات المتحدة كانت تبحث عن هيمنة تفوق آسيا، من خلال «مخططات خبيثة». يبدو أن أدولف هتلر شارك جزءًا من هذا الرأي، إذ قال أنه أحد الأسباب التي جعلت ألمانيا تعلن الحرب على الولايات المتحدة. بالتالي، وفقًا لكوروسو، لم تملك اليابان خيارًا آخر سوى الدفاع عن نفسها ولا بد من استمرار التعبئة بأسرع ما يمكن، وتقريب ألمانيا وإيطاليا واعتبارهم حلفاء ومحاربة الولايات المتحدة وبريطانيا وهولندا عسكريًا.
رأى قادة اليابان أنفسهم محقين أيضًا في إجرائهم، معتقدين أنهم كانوا يبنون مجال الازدهار المشترك لشرق آسيا الكبرى. شرحوا أيضًا أن اليابان فعلت ما أمكن لتخفيف حدة التوتر بين الأمتين. ظهر قرار الهجوم، للعامة على الأقل، مترددًا ومفروضًا على اليابان. قال كوروسو عن هجوم بيرل هاربر بالتحديد، أنه جاء ردًا مباشرًا على إنذارٍ فعليّ من حكومة الولايات المتحدة، وهو مذكرة هول، وبالتالي فإن الهجوم المفاجئ لم يكن خيانة. منذ أن وصلت العلاقات اليابانية الأمريكية لأدنى مستوى، لم يكن هناك بديلٌ. في كل الأحوال، لو توصل الطرفان إلى تسوية مناسبة للخلافات، لأمكن استدعاء فريق مهمة ضرب الحاملات للعودة.